# SS Umberto I
Società Sportiva Umberto I – włoski klub piłkarski, mający swoją siedzibę w mieście Mesyna, na Sycylii.

## Historia
Chronologia nazw:
- 1906: Società Sportiva Umberto I
- 1908: klub rozwiązano
- 1910: Società Sportiva Umberto I
- 1910: klub rozwiązano - po fuzji z Società Ginnastica Garibaldi
- 1919: Società Sportiva Umberto I
- 1922: klub rozwiązano - po fuzji z Messina SC i Unione Sportiva Messinese tworząc Messina FC
- 1923: Società Sportiva Umberto I
- 1924: fuzja z Trinacria
- 1928: klub rozwiązano

Klub piłkarski Società Sportiva Umberto I został założony w Mesynie w 1906 roku. Zespół występował w turniejach lokalnych. Po trzęsieniu ziemi w 1908 roku, klub rozpadł się, a odrodził się w 1910 roku. Ale wkrótce klub, podobnie jak Messina FC, został wchłonięty w 1910 przez powstałą sekcję piłkarską Società Ginnastica Garibaldi.
W 1919 klub został reaktywowany. Początkowo zespół grał mecze towarzyskie. W 1921 powstał drugi związek piłkarski C.C.I., w związku z czym mistrzostwa prowadzone osobno dla dwóch federacji. W sezonie 1921/22 startował w Prima Divisione (pod patronatem C.C.I.), gdzie był czwartym w grupie siciliano. W 1922 po kompromisie Colombo mistrzostwa obu federacji zostały połączone, a klub kontynuował występy w Prima Divisione. 28 listopada 1922 roku nastąpiła fuzja z Messina SC (założonym w 1911 jako Audace FC) i Unione Sportiva Messinese (założonym w 1900). Nowy klub przyjął nazwę pierwszego klubu miejskiego Messina FC.
W czerwcu 1923 klub ponownie został reaktywowany. W sierpniu 1924 do klubu dołączyła Trinacria. Zespół najpierw występował w turniejach lokalnych. W sezonie 1926/27 startował w Seconda Divisione, gdzie zajął trzecie miejsce w grupie D Sud. Sezon 1927/28 zakończył na ostatniej pozycji w grupie D Sud Seconda Divisione, a potem został rozwiązany.

## Sukcesy

### Trofea międzynarodowe
Nie uczestniczył w rozgrywkach europejskich (stan na 31-05-2017).

### Trofea krajowe
| \| \| Zdobyte trofea w rozgrywkach Włoch (stan na: 31-05-2017) \| |                                                          |      |                             |
| Rozgrywki                                                         | Osiągnięcie                                              | Razy | Sezon(y)                    |
| · Mistrzostwo                                                     | I miejsce                                                | 0    |                             |
| · Mistrzostwo                                                     | II miejsce                                               | 0    |                             |
| · Mistrzostwo                                                     | III miejsce                                              | 0    |                             |
| · Mistrzostwo                                                     | 4.miejsce                                                | 1    | 1921/22 (Sezione siciliana) |
| · Puchar                                                          | zdobywca                                                 | 0    |                             |
| · Puchar                                                          | finalista                                                | 0    |                             |
| II liga                                                           | I miejsce                                                | 0    |                             |
| II liga                                                           | II miejsce                                               | 0    |                             |
| II liga                                                           | III miejsce                                              | 0    |                             |
| Włochy                                                            | Zdobyte trofea w rozgrywkach Włoch (stan na: 31-05-2017) |      |                             |

## Stadion
Klub rozgrywał swoje mecze domowe na boisku Enzo Geraci w Mesynie.